# Kościół św. Jerzego w Szawlach
Kościół św. Jerzego w Szawlach (lit. Šiaulių Šv. Jurgio bažnyčia) – świątynia rzymskokatolicka położona w Szawlach, wzniesiona na początku XX wieku jako cerkiew prawosławna.

## Historia
Kościół powstał w 1909 jako cerkiew wojskowa. Reprezentuje styl neobizantyński. W czasie I wojny światowej cerkiew przejęły wojska niemieckie, zamieniając ją na magazyn. Następnie w 1919 obiekt przejęło państwo litewskie przekazując go kościołowi katolickiemu. Prawosławnym zwrócono część wyposażenia dawnej cerkwi, z wyłączeniem dębowego ikonostasu.